# 楊瑩鍾
楊瑩鍾（1567年—1653年），字亮闳，号鹏遥，福建漳州府長泰縣人，明朝政治人物。

## 生平
萬曆三十一年（1603年），楊瑩鍾舉癸卯科福建鄉試，萬曆三十二年（1604年）聯捷甲辰科進士，授户部主事，出榷九江税，不取额外一钱，时有浦水沉香之目。出守江西赣州府，移守浙江处州府。值岁大饥，不及申请，饬属邑开仓平糴，仍捐俸以粥饥者，全活甚众。病民俗溺女，修育婴堂以养之，并订婚姻古儀法，毋奢滥，俗为之一变。歷廣東按察司副使，晋岭东參政，筑堤设堡，以兴水利，防海寇，民赖以安。天啓三年（1623年），推廣西右布政使，天啓五年十二月轉左，革征解陋规以万计。当是时魏璫义子崔呈秀势薰灼，乃其父杨泰同年，慕莹钟才名，欲罗致之，使人导意往見，要津可得，莹钟遽告病归。其父少时於天成山读书，為邑中佳处，莹钟仍筑室而居，足迹不入城市。魏、崔黨败，士大夫多受波及，莹钟独超然事外。

## 家族
祖松庵公，父杨泰，字尚夫，二子莹钟、鼎钟同登二十八年庚子科乡科。
子杨鸿纶，天启辛酉举人，知事不可为，侍父山中，杜门不出。邑中钜人名宿惟戴总制耀，以隆庆戊辰登第，至崇祯戊辰年卒，寿八十有六。莹钟以万历甲辰登第，至顺治癸巳年卒，寿八十有七，俱称纯嘏云。同时族人杨钟英、杨叶瑶俱称亢宗，叶瑶著《秋雨堂集》，雅擅骚声。钟英为万历二十九年进士。